# Местные почты Саксонии

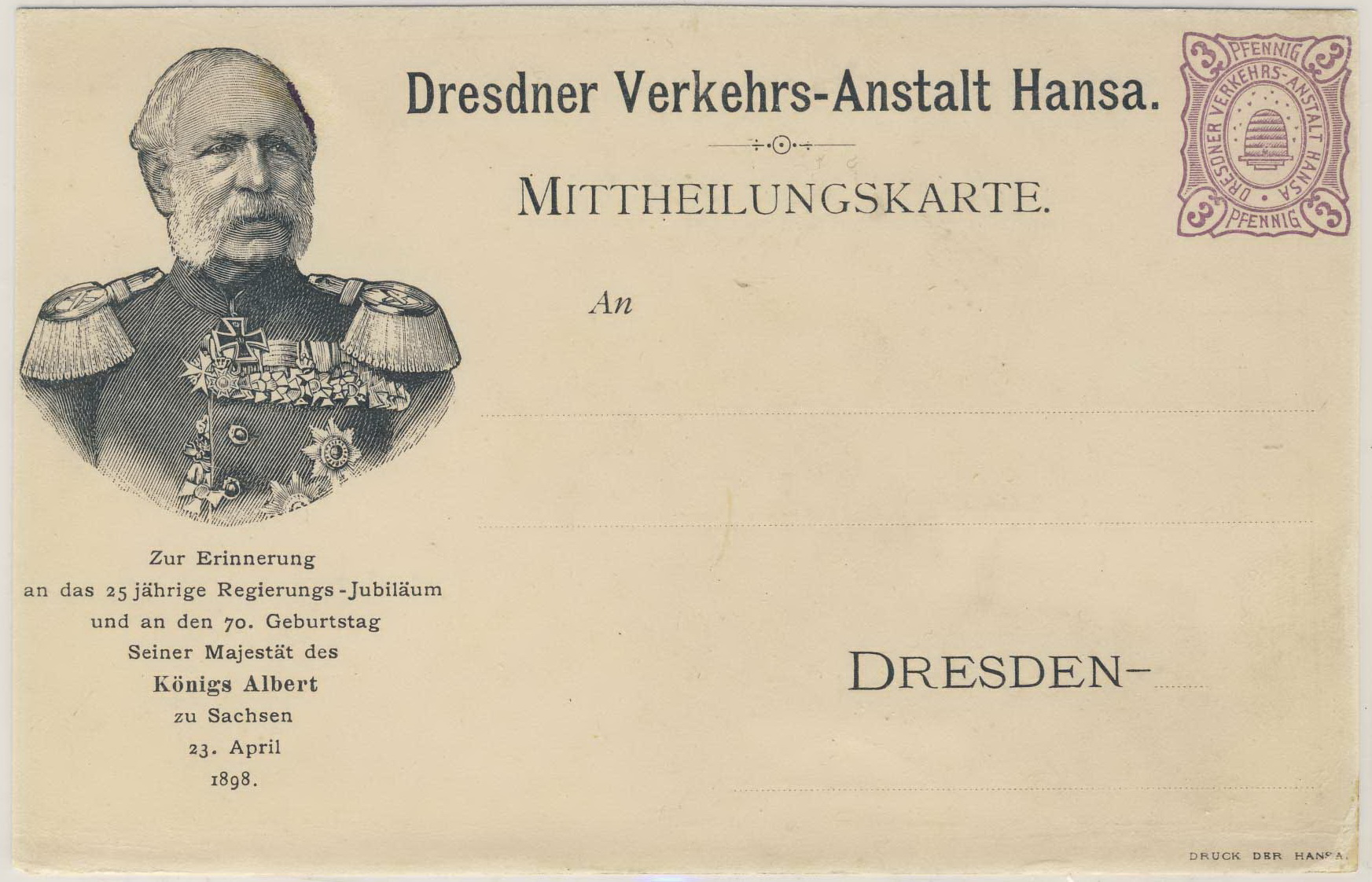
Почтовая карточка местной почты Дрездена «Dresdner Verkehrs-Anstalt Hansa» (1898). Король Альберт

Местные почты Саксонии — частные почты, существовавшие в ряде городов Королевства Саксония со второй половины XIX века до начала XX века и выпускавшие собственные почтовые марки.

## Вурцен
В городе Вурцен курьерская частная почта функционировала с апреля по июнь 1893 года. В мае 1893 года были выпущены собственные почтовые марки, которые представляли собой надпечатки небольшого цветка на марках с изображением почтальона курьерской частной почты Лейпцига «Courier» (1892—1893).

## Дрезден
В Дрездене существовало пять частных почт, выпускавших собственные марки:
1. Express-Compagnie. Компания была основана в сентябре 1861 года как служба посыльных. Было выпущено 18 различных марок.
2. Express-Packet-Verkehr. Компания была основана в 1885 году королевским саксонским придворным экспедитором Эдвардом Гойком (нем. Eduard Geuck). В 1895 году компанию приобрёл Пауль Йоли (нем. Paul Joly). В 1898 году при новом совладельце Филиппе (Philipp) компания сменила название на «Dresdner Packetfahrt», а с февраля 1906 года — на «Philipp & Co». Почтовые марки применялись до 1916 года, всего были выпущены 41 различная марка. В 1932 году компания ещё существовала.
3. Dresdner Verkehrs-Anstalt Hansa. Компания была основана 1 декабря 1886 года Экхоффом (нем. C. Eckhoff). В феврале 1888 года она перешла к Фюрхтеготту Давиду Зюрингу (нем. Fürchtegott David Süring). Закрылась 31 марта 1900 года. Имперская почта выплатила владельцам компенсацию в 226 523,76 немецких марок. Всего было эмитировано 114 различных марок. В их числе можно выделить марку 1900 года (Mi #114) в честь 50-летия «Саксонской тройки», повторяющую её рисунок. Изменена была только надпись по верхнему краю на «DRESDEN» вместо «SACHSEN»[5][6]. Выпускались также почтовые карточки.
4. Dresdner Transport — und Lagerhaus — AG. Даты основания и закрытия этой почты не известны. Собственные почтовые марки применялись в период с 1898 по 1908 год, были выпущены восемь различных марок. В 1934 году предприятие ещё существовало.
5. Gemeinnütziger Verein Stadtbriefbeförderung. Основана в сентябре 1911 года Францем Мойзелем (нем. Franz Meusel) с партнёрами. В 1908 году она вошла в состав ассоциации «Verein Stadtbriefbeförderung», учреждённой в Лейпциге Эрнстом Грюттером (нем. Ernst Grütter). После уголовного дела и вынесения приговора компания была закрыта в начале 1912 года. Всего было выпущено две марки.

|                                 |                                       |                                                       |                                                                                       |                                                           |
| Express-Compagnie, 1865 (Mi #5) | Express-Packet-Verkehr, 1887 (Mi #6b) | Dresdner Verkehrs-Anstalt Hansa, 1894/1900 (Mi #110b) | Dresdner Verkehrs-Anstalt Hansa: в честь 50-летия «Саксонской тройки», 1900 (Mi #114) | Gemeinnütziger Verein Stadtbriefbeförderung, 1911 (Mi #1) |

## Лейпциг
В Лейпциге в разные годы существовало семь частных почт, выпускавшие собственные почтовые марки:
1. Privat-Brief-Verkehr. Была основана 11 ноября 1886 года Арнольдом (Arnold) и Хассельбартом (нем. Hasselbart). Закрылась в феврале 1887 года. Почта выпустила 13 различных марок.
2. Express-Packet-Verkehr/Leipziger Paketfahrt Albert Meyer. Первые собственные марки эта компания выпустила в 1886 году. Выпуск продолжался до 1922 года. Всего было эмитировано 40 различных марок.
3. Packet-Express-Verkehr der Mitglieder des Transport-Contor der vereinigten Leipziger Spediteure zu Leipzig. Была основана в 1887 году. Ликвидирована 1 января 1900 года. Всего было выпущено пять марок.
4. Courier. Почта была основана 11 августа 1892 года Эрнстом Шмальфуссом (нем. Ernst Schmalfuß). 9 марта и 10 апреля 1893 года открылось более 50 филиалов «Courier». Однако из-за финансовых трудностей Шмальфусс скрылся 25 апреля 1893 года. В результате банкротства компании 10 мая 1893 года были образованы два учреждения: «Courier», занимавшийся только иногородней связью, и «Courier von Herzberg und Bayer» (H. B.; Герцберга и Байера). 10 июля 1893 года иногороднее сообщение «Courier» было приостановлено. «Courier» выпускал собственные марки, в том числе с изображением почтальона. Всего была издана 41 марка.
5. Courier H. B.. После банкротства «Courier» печатник Л. Байер (нем. L. Bayer) вместе с Эрнстом Герцбергом (нем. Ernst Herzberg) из Магдебурга основал компанию «Courier von Herzberg und Bayer». 15 июля 1893 года они приобрели первый «Courier», а 16 октября того же года компанию «Brenneke & Co.» 31 января 1894 года «Courier H. B.» влился в более успешную «Stadtbriefbeförderung Lipsia». Всего было выпущено 12 различных марок — на марках «Courier» была сделана надпечатка чёрной краской букв «H. B.».
6. Stadtbriefbeförderung Lipsia. Почта была основана 4 сентября 1893 года компанией Конрада Гессе («Conrad Hesse & Co.»). 31 января 1894 года в её состав вошёл «Courier H. B.». После закрытия «Stadtbriefbeförderung Lipsia» 31 марта 1900 года Рейсхпочта выплатила владельцам в качестве компенсации 184 299,25 немецкой марки. Всего почта выпустила 19 различных марок.
7. Leipziger Verkehrsanstalt. Компания была основана Эрнстом Грюттером в августе 1903 года. В 1908 году компания вошла в состав ассоциации «Verein Stadtbriefbeförderung», созданной также Грюттером. После его смерти в 1916 году компания была закрыта. Всего было выпущено девять различных марок.

|                                    |                                                                           | |                       |
| Privat-Brief-Verkehr, 1886 (Mi #7) | Express-Packet-Verkehr/ Leipziger Paketfahrt Albert Meyer, 1897 (Mi #15d) | Packet-Express-Verkehr der Mitglieder des Transport-Contor der vereinigten Leipziger Spediteure zu Leipzig, 1887 (Mi #4) | Courier, 1892 (Mi #6) |

|                             |                                             |                                              |
| Courier H. B., 1893 (Mi #5) | Stadtbriefbeförderung Lipsia, 1895 (Mi #18) | Leipziger Verkehrsanstalt, 1908/1909 (Mi #3) |

## Лимбах-Оберфрона
В городе Лимбах-Оберфрона существовали две частные почты:
1. Express-Packet-Verkehr (Dick & Stutz). Почта была открыта 1 июля 1891 года как филиал. Закрыта в ноябре того же года. Всего было выпущено 8 различных марок.
2. Express-Packet-Verkehr (Otto Köhler). Почта была основана в 1891 году. Почтовые марки применялись до августа 1893 года. Известно пять различных марок.

## Мейсен
В городе Мейсен существовала одна частная почта «Druckschriften- und Circular-Beförderung», основанная 11 ноября 1890 года Терезиусом Гюго Мюнчем (нем. Theresius Hugo Münch). Закрылась 15 июля 1891 года. Всего почтой было эмитировано 18 различных марок.

## Фрайберг
Частную почту «Expreß-Packet-Verkehr» во Фрайберге открыл 1 апреля 1887 года Юлиус Мюллер (нем. Julius Müller). Почта тесно сотрудничала с дрезденской «Express-Packet-Verkehr» Эдварда Гойка и другими компаниями. Закрылась, вероятно, в 1914 году после начала Первой мировой войны (не позднее 1918 года). Было выпущено 18 марок.
|                                                                       |                                                                      |                                                                 |                                               |
| Лимбах-Оберфрона: Express-Packet-Verkehr (Dick & Stutz), 1891 (Mi #1) | Лимбах-Оберфрона: Express-Packet-Verkehr (Otto Köhler), 1891 (Mi #1) | Мейсен: Druckschriften- und Circular-Beförderung, 1890 (Mi #14) | Фрайберг: Expreß-Packet-Verkehr, 1890 (Mi #8) |

## Хемниц
В городе Хемниц существовало три частные почты:
1. Briefbeförderung Hammonia. Была основана 1 февраля 1887 года Р. Куэ (нем. R. Kuhe) как филиал гамбургской Hammonia. Управляющим директором первоначально был М. Лашик (нем. M. Laschick), а с марта 1887 года — Г. А. Эльшлегер (нем. G. A. Oehlschläger). 3 июня 1887 года компанию приобрёл Бернхард Мюллер (нем. Bernhard Müller). Почта закрылась 24 марта 1900 года. Всего было выпущено 43 марки.
2. Courier. Была основана 6 сентября 1907 года Герцбергом. Закрыта 21 октября 1907 года. Выпустила всего одну марку, а также почтовую карточку.
3. Express-Packet-Beförderung J. G. Schumann. Это компания не использовала почтовые марки. В 1891 году в типографии Хемница были отпечатаны пробные марки, которые были отклонены компанией. Однако, по всей видимости, они поступили в продажу. Всего было отпечатано 13 марок.

|                                          |                        |                                                                 |
| Briefbeförderung Hammonia, 1887 (Mi #26) | Courier, 1907 (Mi #II) | Express-Packet-Beförderung J.G.Schumann (проект), 1891 (Mi #13) |

## Хоэнштайн-Эрнстталь
Частная почта «Express-Packet-Verkehr» в Хоэнштайн-Эрнсттале была открыта 1 июня 1891 года Диком и Штутцем (нем. Dick & Stutz), 15 сентября того же года её приобрёл Вернер Бёме (нем. Werner Böhme). Эта почта существовала, по всей видимости, не долго. Было выпущено девять марок.

## Циттау
В городе Циттау в разное время работали две частные почты, выпускавшие собственные марки:
1. Express-Packet-Beförderung. Эта компания выпустила собственные марки после того, как в июле 1887 года её возглавил Теодор Вюнш (нем. Theodor Wünsch). Всего было эмитировано 15 различных марок. Дата закрытия учреждения не известна.
2. Verkehrsanstalt Courier. Компания была основана 7 марта 1898 года Феликсом Ширмом (нем. Felix Schirm), позднее приобретена Карлом Кюном (нем. Carl Kühn). Закрылась 31 марта 1900 года. Всего было выпущено восемь различных марок, а также почтовые карточки.

## Эльсниц
В городе Эльсниц частная почта «Express-Packet-Beförderung» была основана 4 марта 1891 года Морицем Диком (нем. Moritz Dick). Закрылась она 8 августа того же года. Всего было выпущено восемь марок.
|                                                           |                                                  |                                               |                                                   |
| Хоэнштайн-Эрнстталь: Express-Packet-Verkehr, 1891 (Mi #9) | Циттау: Express-Packet-Beförderung, 1889 (Mi #7) | Циттау: Verkehrsanstalt Courier, 1898 (Mi #2) | Эльсниц: Express-Packet-Beförderung, 1891 (Mi #8) |